# Telmo Carbajo
Telmo Carbajo (Callao, 14 de abril de 1889-Callao, 12 de julio de 1948). Fue un futbolista peruano. Desempeñó como centrodelantero, aunque también actuó como arquero, zaguero y mediocampista. Es el máximo ídolo del Club Atlético Chalaco. Sus padres fueron Nicanor Carbajo y Margarita Cavero. 

## Trayectoria
Se inició en el fútbol en el Club Atlético Chalaco en 1904 y en el Club Libertad del Callao en 1905, volvió al Club Atlético Chalaco para 1906-1908.Es entonces, en 1908, que él, con un grupo de muchachos de la época, funda el Unión Callao.
Después se enroló en las filas del Sport Bolognesi, en 1909, club que participaba en los campeonatos entre equipos del Callao, donde fue capitán. Luego retornaría nuevamente al Club Atlético Chalaco para los años 1910-1911. 
Después decide jugar en clubes de Lima, como en el Miraflores Sporting Club, y así participó del primer campeonato oficial de futbol en el Perú, el Campeonato Peruano de Fútbol de 1912 (aunque solo con equipos de Lima), debido a que los clubes del Callao no respondieron a las invitaciones para dicho torneo debido al regionalismo y rivalidad imperante. Logró un título de la Liga Peruana de Football (primera división de aquellos años) con el Club Jorge Chávez Nr. 1 en el Campeonato Peruano de Fútbol de 1913.
Después vuelve a su tierra el Callao, al Jorge Chávez Nr. 2. Y desde 1917 a 1920, estuvo de nuevo con el Club Atlético Chalaco. En esos años de la década de los veinte, es que se aleja de su gente para ir a la región de Cerro de Pasco para jugar por el Club Social y Deportivo Unión Railway, retornando finalmente al Club Atlético Chalaco para retirarse del fútbol. 
Se desempeñó en todos los puestos del campo por esa polifuncionalidad. En 1912 fue declarado de modo individual como el primer jugador campeón nacional de fútbol. Además, cabe señalar que practicó a nivel oficial otros tres deportes: básquet, cricket y béisbol, este último en el Callao Baseball Club (hoy Tigres).

### Posretiro
Tras su retiro fue el primer DT campeón de la historia del Club Atlético Chalaco en el Campeonato Peruano de Fútbol de 1930, y también DT de la Selección de futbol del Perú en 1935.
Falleció en la tarde del 12 de julio de 1948 de una insuficiencia aórtica en el Callao cuando se desempeñaba como administrador del Estadio Modelo. Estuvo casado con Constanza Guzmán. Como homenaje el estadio fue rebautizado con su nombre, el Estadio Telmo Carbajo, el 30 de agosto de 1949.

## Clubes

### Como jugador
| Club                                  | País | Temporada |
| ------------------------------------- | ---- | --------- |
| Club Atlético Chalaco                 | Perú | 1904      |
| Club Libertad del Callao              | Perú | 1905      |
| Club Atlético Chalaco                 | Perú | 1906-1908 |
| Sport Bolognesi                       | Perú | 1909      |
| Unión Callao                          | Perú | 1909      |
| Club Atlético Chalaco                 | Perú | 1910-1911 |
| Miraflores Sporting Club              | Perú | 1912      |
| Jorge Chávez Nr. 1                    | Perú | 1913      |
| Jorge Chávez Nr. 2                    | Perú | 1914-1916 |
| Club Atlético Chalaco                 | Perú | 1917-1920 |
| Club Social y Deportivo Unión Railway | Perú | 1921-1925 |
| Club Atlético Chalaco                 | Perú | 1926-1928 |

### Como entrenador
| Club                         | País | Año       |
| ---------------------------- | ---- | --------- |
| Club Atlético Chalaco        | Perú | 1929-1930 |
| Selección de fútbol del Perú | Perú | 1935      |

## Palmarés

### Como jugador

#### Campeonatos nacionales
| Título                   | Club               | País | Año  |
| ------------------------ | ------------------ | ---- | ---- |
| Liga Peruana de Football | Jorge Chávez Nr. 1 | Perú | 1913 |

### Como entrenador

#### Campeonatos nacionales
| Título                    | Club                  | País | Año  |
| ------------------------- | --------------------- | ---- | ---- |
| Primera División del Perú | Club Atlético Chalaco | Perú | 1930 |